# Região de Bicol
Região de Bicol é um região de Filipinas nas Filipinas. De acordo com o censo de 1 de maio  de  2020 possui uma população de 6 082 165 pessoas e 1 207 809 domicílios.